# Рефронтоло
Рефро̀нтоло (на италиански: Refrontolo; на венециански: Refròntol, Рефронтол) е село и община в Северна Италия, провинция Тревизо, регион Венето. Разположено е на 216 m надморска височина. Населението на общината е 1761 души (към 2014 г.).